# Марокканская кухня
Кухня Марокко (араб. مطبخ مغربي‎) — совокупность кулинарных традиций народов, населяющих Марокко (прежде всего арабов и берберов). Кускус и тажин — наиболее широко распространённые марокканские блюда.

## Общие сведения

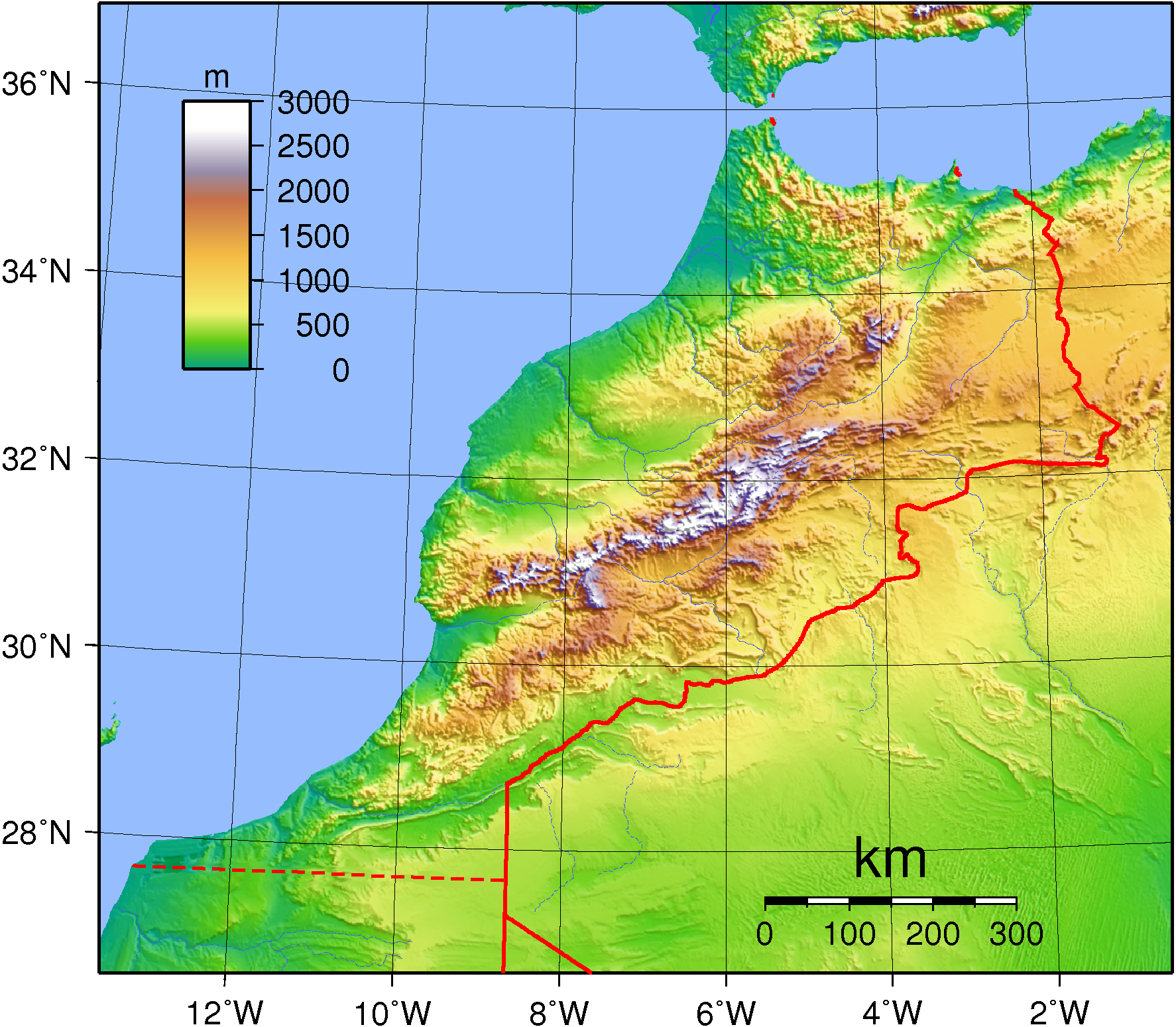
Топографическая карта Марокко

Марокко находится на севере Африки. 
Географически Марокко делится на равнины, горы (в основном представлены системой Атлас) и пустыню Сахару; на большинстве территорий значителен разброс температур в течение дня. На плодородных равнинах культивируют пшеницу, кукурузу, овощи и фрукты, а также выращивают овец, коз, коров и кур.
Берберы — исконные обитатели Марокко и всего Магриба, однако в VII столетии арабы потеснили их и постепенно исламизировали территорию нынешнего Марокко. 
Арабы принесли в кухню Марокко корицу, имбирь, шафран, зиру и тмин; смешение кислого и сладкого вкуса; а также манеру добавлять в мясные блюда мёд, сахар, фрукты и сухофрукты. 
Другие древние источники влияния на марокканскую кухню — Финикия, Карфаген, Рим и Византия. С другой стороны, в марокканской кухне отсутствует турецкое влияние (Марокко — единственная крупная арабская страна, никогда не входившая в Османскую империю), из-за чего марокканцы не едят ни пахлавы, ни фаршированных овощей.

## Основные ингредиенты

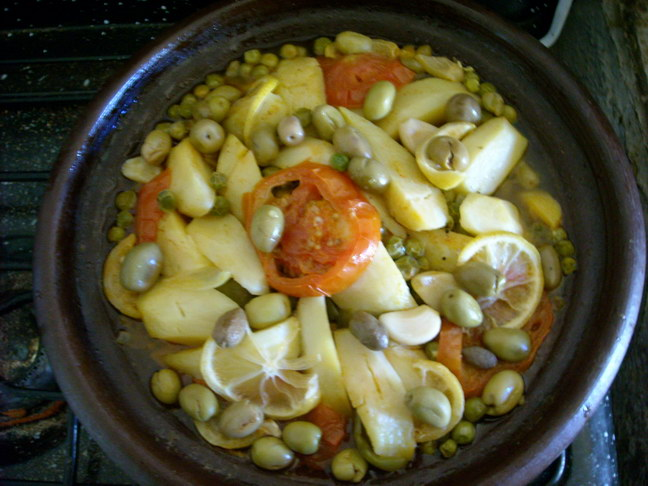
Тажин с оливками — характерное марокканское блюдо

Средний марокканец получает 2/3 калорий из зерновых, в основном пшеницы, а также ячменя. Из пшеницы готовят кускус, хлеб, выпечку, её добавляют в супы и готовят из неё каши (помимо пшеничных встречаются и ячменные супы и каши). Кускус настолько важен в марокканской кухне, что в центральной части страны его часто называют просто «еда». Рис в качестве гарнира на марокканских столах редок, из него готовят пудинги и начиняют им птицу и пироги. Важным источником белков являются бобовые: чечевица, нут и садовые бобы: их добавляют в тушёные блюда, из них же делают бутербродные пасты.
Наиболее часто используемое мясо в марокканской кухне — баранина и курятина, а также мясо голубей; в прибрежных районах ловят рыбу. Говядина и телятина более популярны, чем в других арабских странах. Молоко встречается в основном в виде кефира, раеба, либо мягкого сыра из овечьего, коровьего, либо козьего молока; йогурт непопулярен.
Излюбленные марокканцами жиры — оливковое и топлёное сливочное масло (смен). В смен добавляют специи и выдерживают его несколько месяцев. В южных районах и среди обеспеченных марокканцев популярно аргановое масло.
Популярные в Марокко овощи — помидоры, сладкий перец, кабачки, артишоки, цветная капуста, луковицы фенхеля, менее популярны баклажаны, листовые овощи, капуста, турнепс и тыква. Из фруктов на марокканском столе чаще всего можно увидеть виноград (свежий или в виде изюма), сливы, персики, абрикосы, айву, гранаты, лимоны и апельсины. Лимоны заквашивают и добавляют в салаты и рагу. Крайне популярны оливки, причём их едят не только как закуску, но и добавляют в блюда.
В марокканские блюда добавляют много пряных трав, особенно кориандра, и приправ.

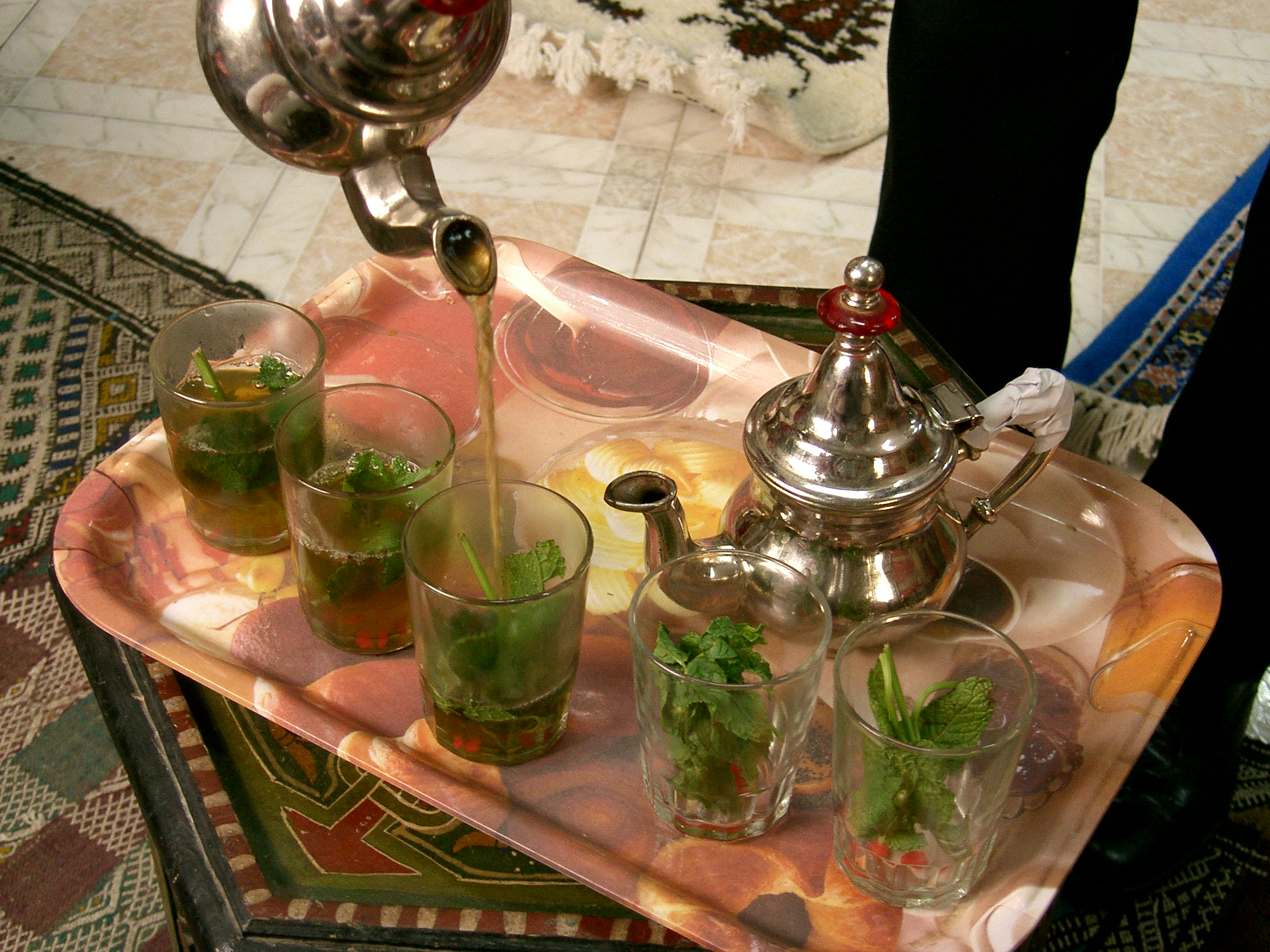
Мятный чай — важнейший напиток в Марокко
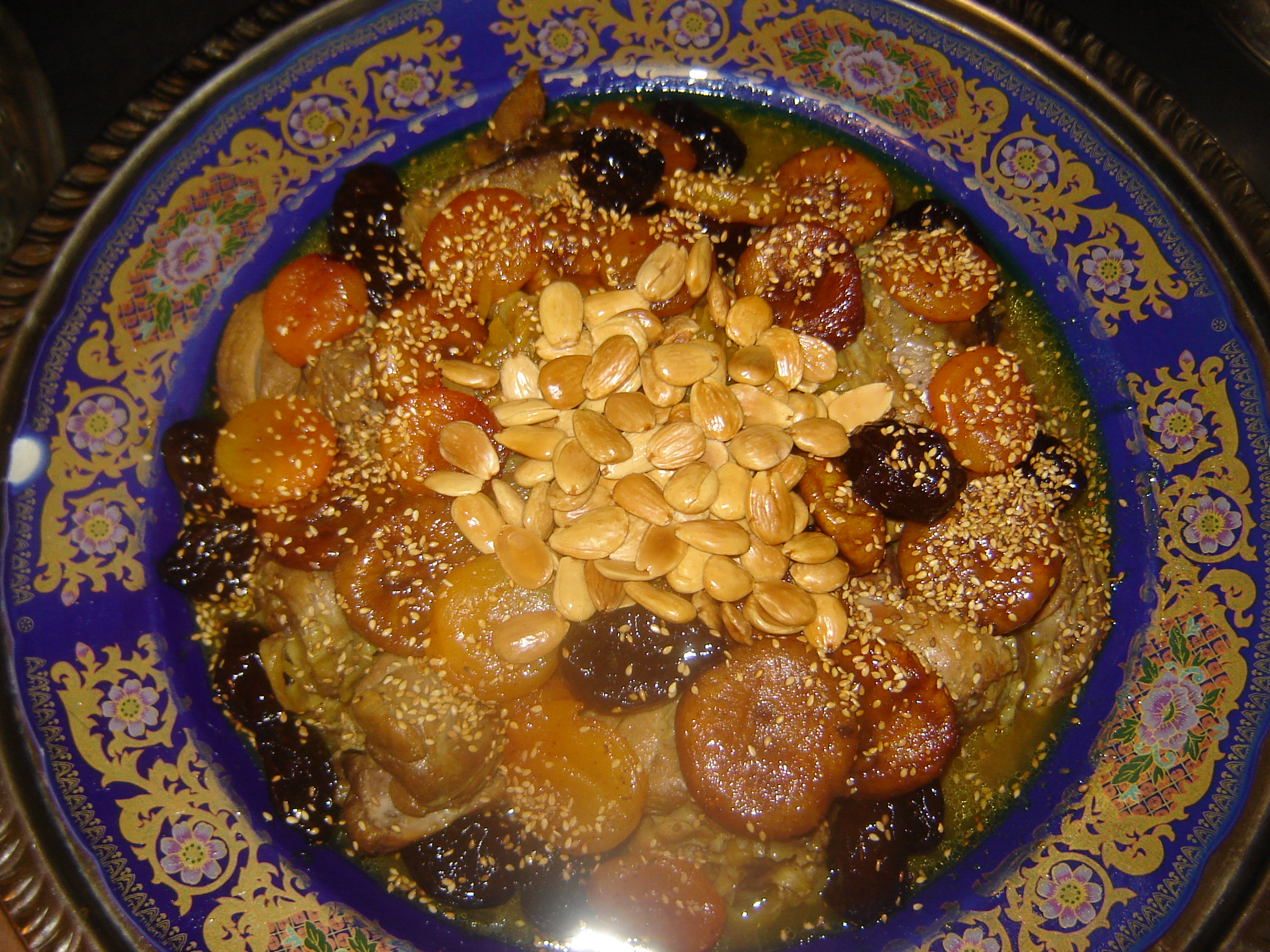
Мясо по-мароккански, тушёное с сухофруктами и посыпанное миндалём
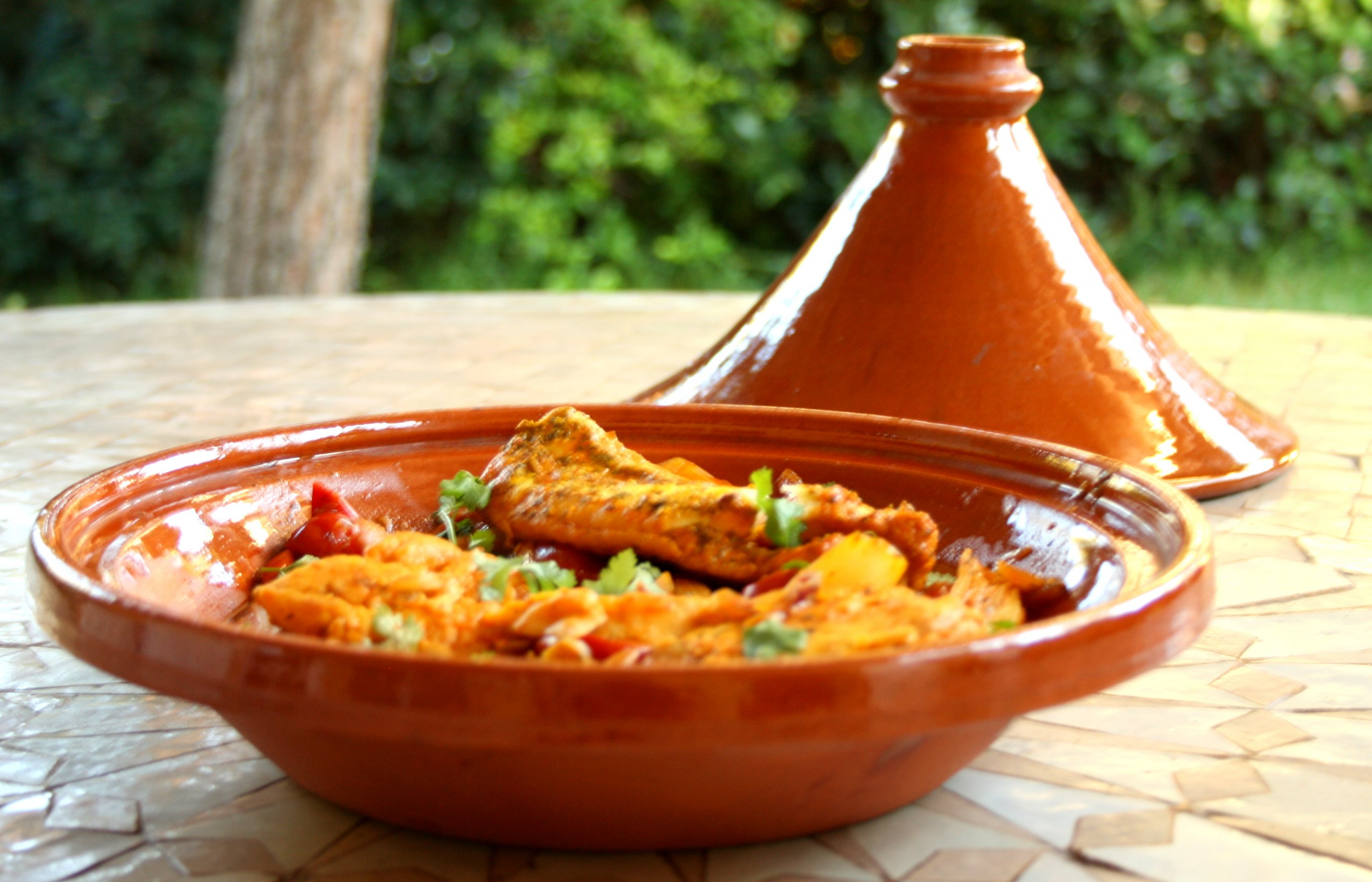
Марокканский тажин

## Типичные блюда

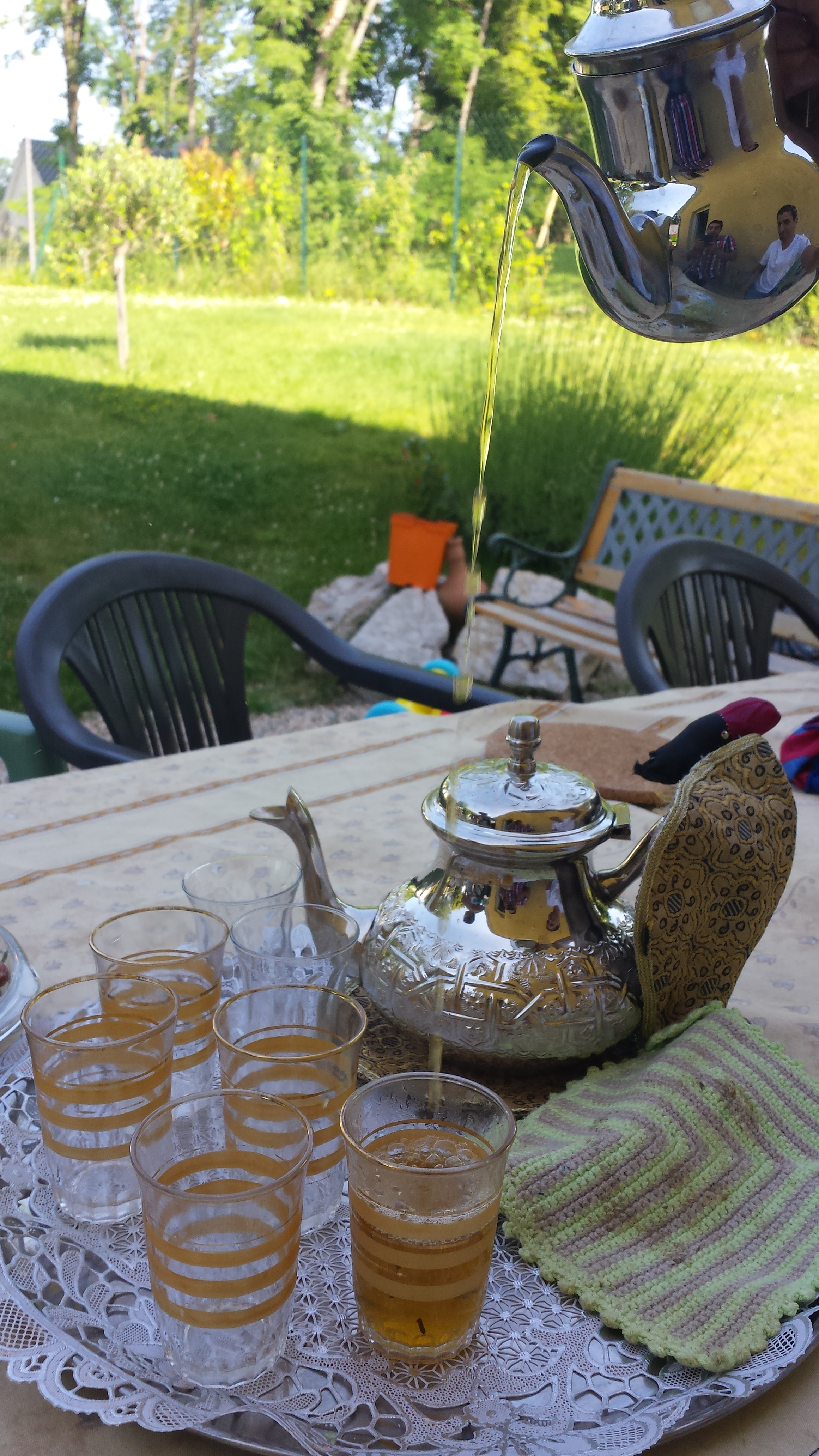
Чай, разливаемый с высоты

К завтраку подают сыр, хлеб, бобовую пасту и выпечку: оладьи или блины багрир, слоёные изделия «ргаеф»; обычным напитком для завтрака является магрибский мятный чай: зелёный, с большим количеством сахара и, иногда, флёрдоранжем. 

Обед — самая плотная трапеза дня, она включает суп, несколько салатов, куриный, бараний или рыбный тажин с кускусом и фрукты, либо сухофрукты, а также хлеб.  

На ужин подают густые супы, также вечером на марокканском столе можно увидеть салаты, кускус и тажины.
Кускус обычно подают с бараньим тажином с изюмом и нутом, однако в прибрежных регионах его заменяет рыбный тажин с турнепсом, а в столице имеется собственная разновидность — в баранину добавляют карамелизованный лук и мёд. Популярен также «кускус с семью овощами» (фр. couscous au sept légumes): морковью, луком, турнепсом, помидорами, болгарским перцем, кабачками и тыквой. Региональные разновидности кускуса отличаются размерами: северный кускус мелкий, южный — крупный.
Мятный чай — важнейший марокканский напиток, его пьют как без особого повода, так и с гостями, в последнем случае приготовление чая включает разливание из чайника в стакан с метровой высоты. К чаю подают сладости, в частности, «каб-эль-газаль», небольшие печенья с тёртым миндалём, а также марокканские мягкие пончики, которые носят название сфенж.
На праздники подают пастиллу — пирог из слоёного теста, начинённый голубями, миндалём и яйцами. Пастилла пришла в Марокко из Испании либо в XVI веке вместе с изгнанными морисками, либо ранее. В северных районах Марокко в пастиллу добавляют лимоны, а на юге — подслащивают.
Другое популярное праздничное блюдо — жареный целиком на вертеле ягнёнок, «мешви»; в городах зачастую вместо целого ягнёнка зажаривают куски ягнятины.

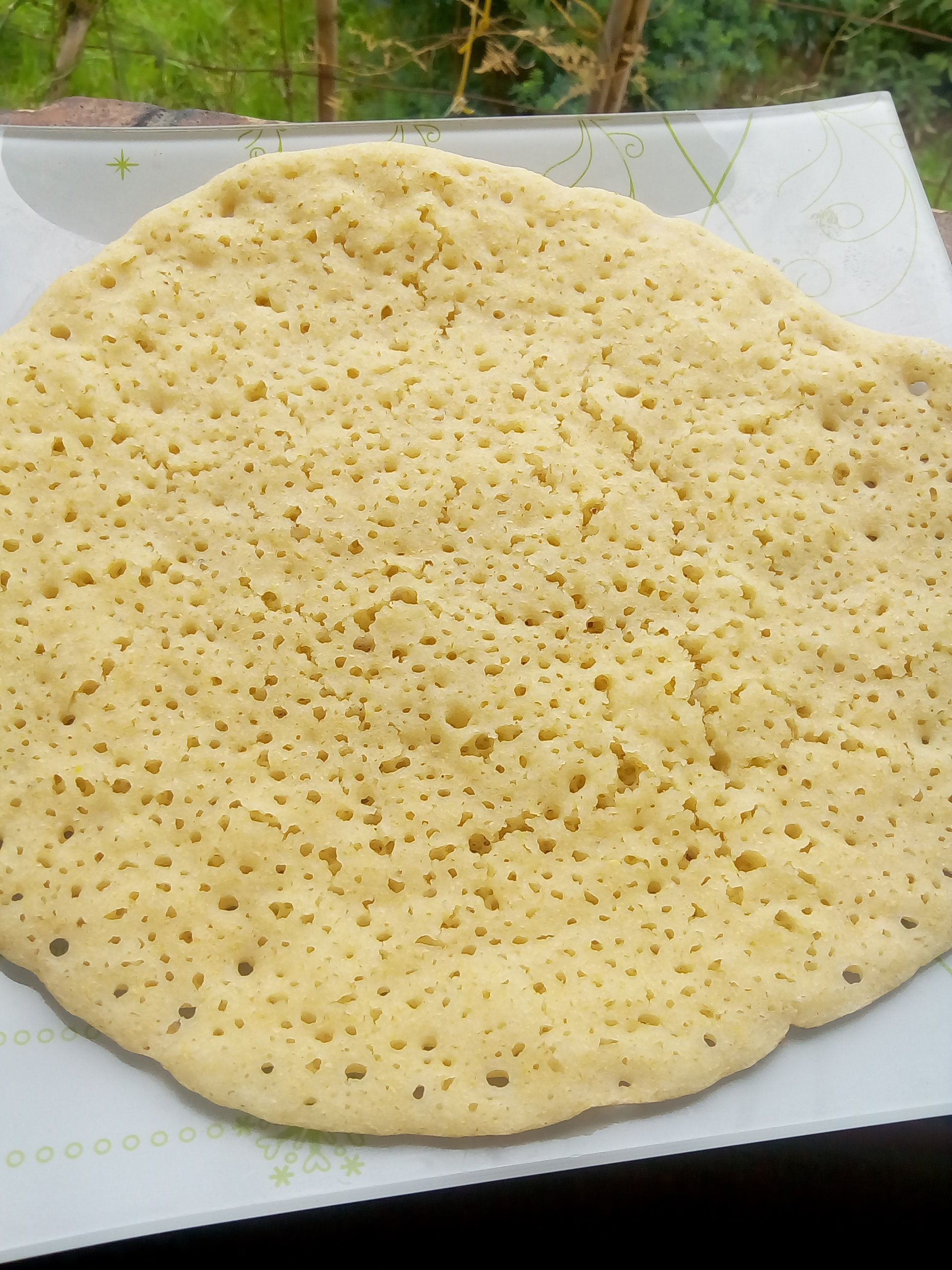
Багрир
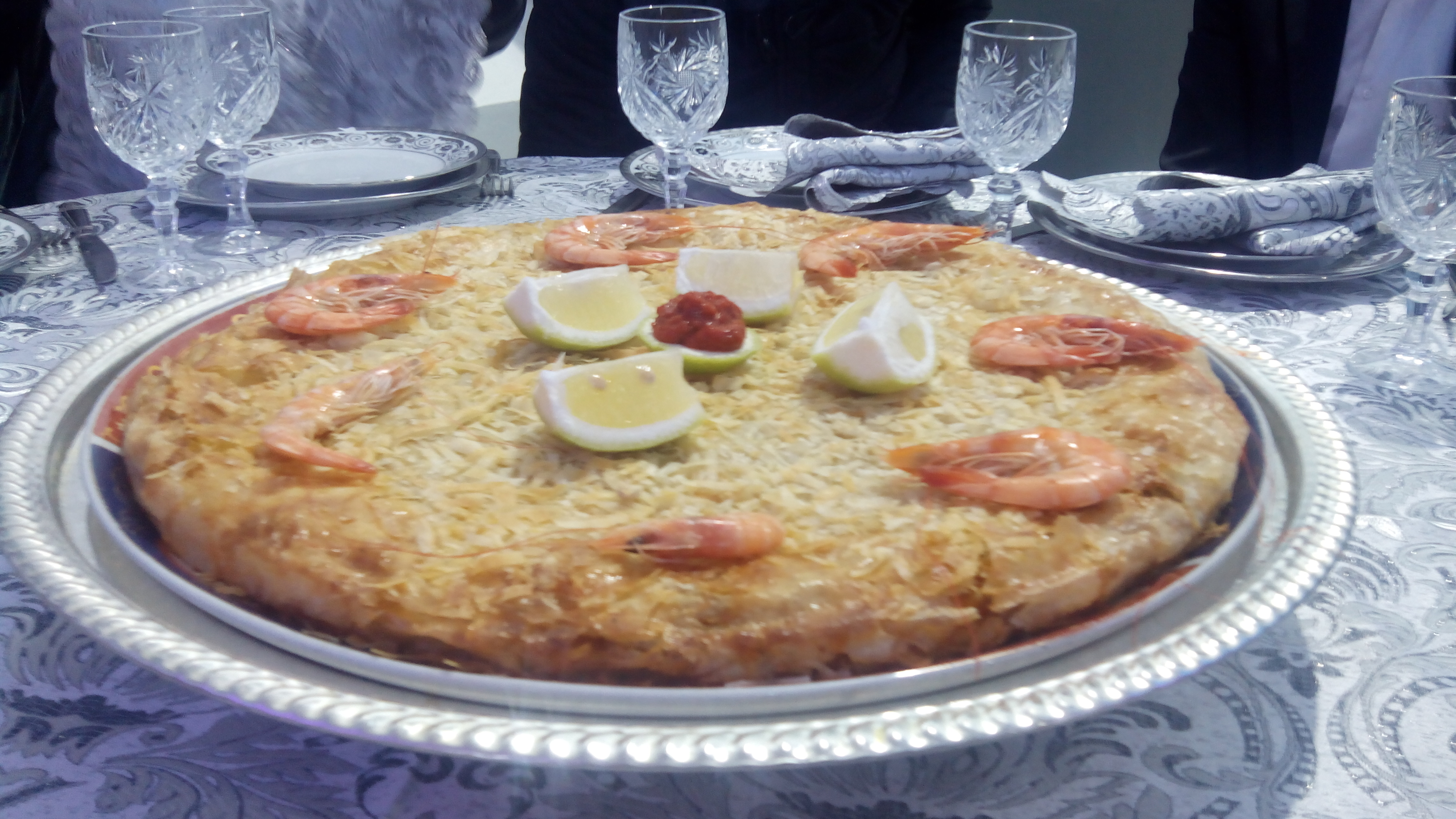
Марокканская пастилла
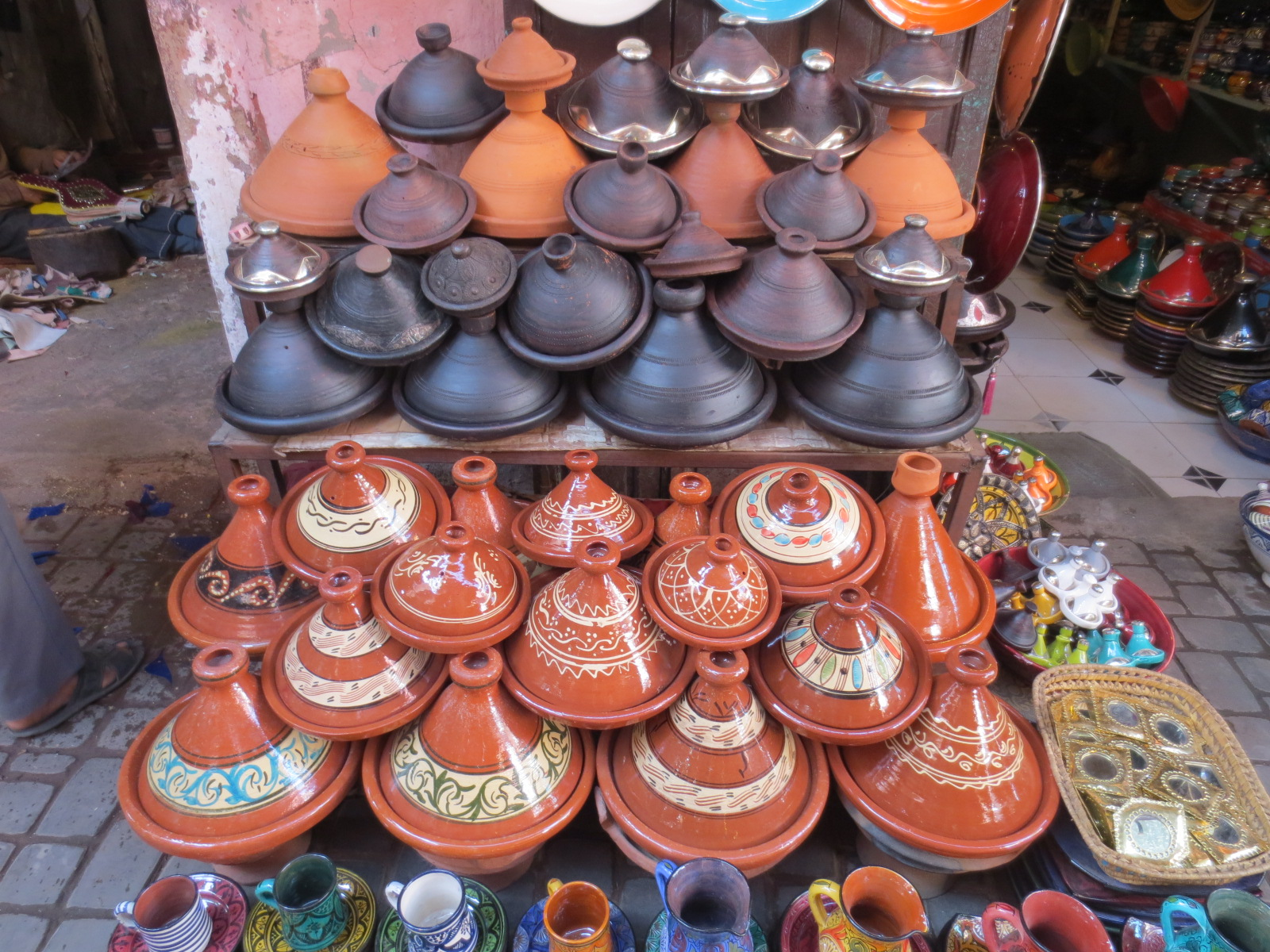
Тажины на рынке в Марракеше

## Приготовление пищи
Для приготовления блюд марокканской кухни требуется жаровня «миджмар», глиняные тажин и горшок-«кидра», пароварка-кускусница, ступка с пестом и сито. На марокканских кухнях часто встречаются электроприборы (холодильники, миксеры), однако многие не имеют привычки запасать продукты, покупая их ежедневно понемногу. Тесто для хлеба и мясо могут подготовить дома, а затем отослать в ближайшую пекарню для выпекания или жарения.

## Принятие пищи
В большинстве семейств на один приём пищи готовят одно основное блюдо и салат, либо суп. Чечевичный суп харира — популярное неосновное блюдо, им же разговляются в Рамадан. Посещение ресторанов не принято.
Хлеб, обычно белую лепёшку, подают к столу и используют для макания в соусы. Супы едят ложкой.
Традиционная трапеза предполагает, что едоки рассаживаются у низкого стола на подушках. Пищу принято брать большим, указательным и средним пальцами правой руки, кускус при этом скатывают в шарики. В конце трапезы выносят свежие фрукты, после них подают мятный чай (зелёный с листьями мяты).

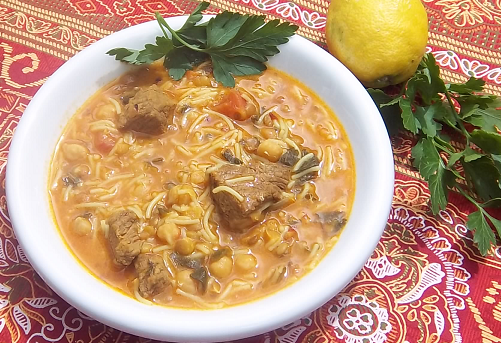
Харира с вермишелью
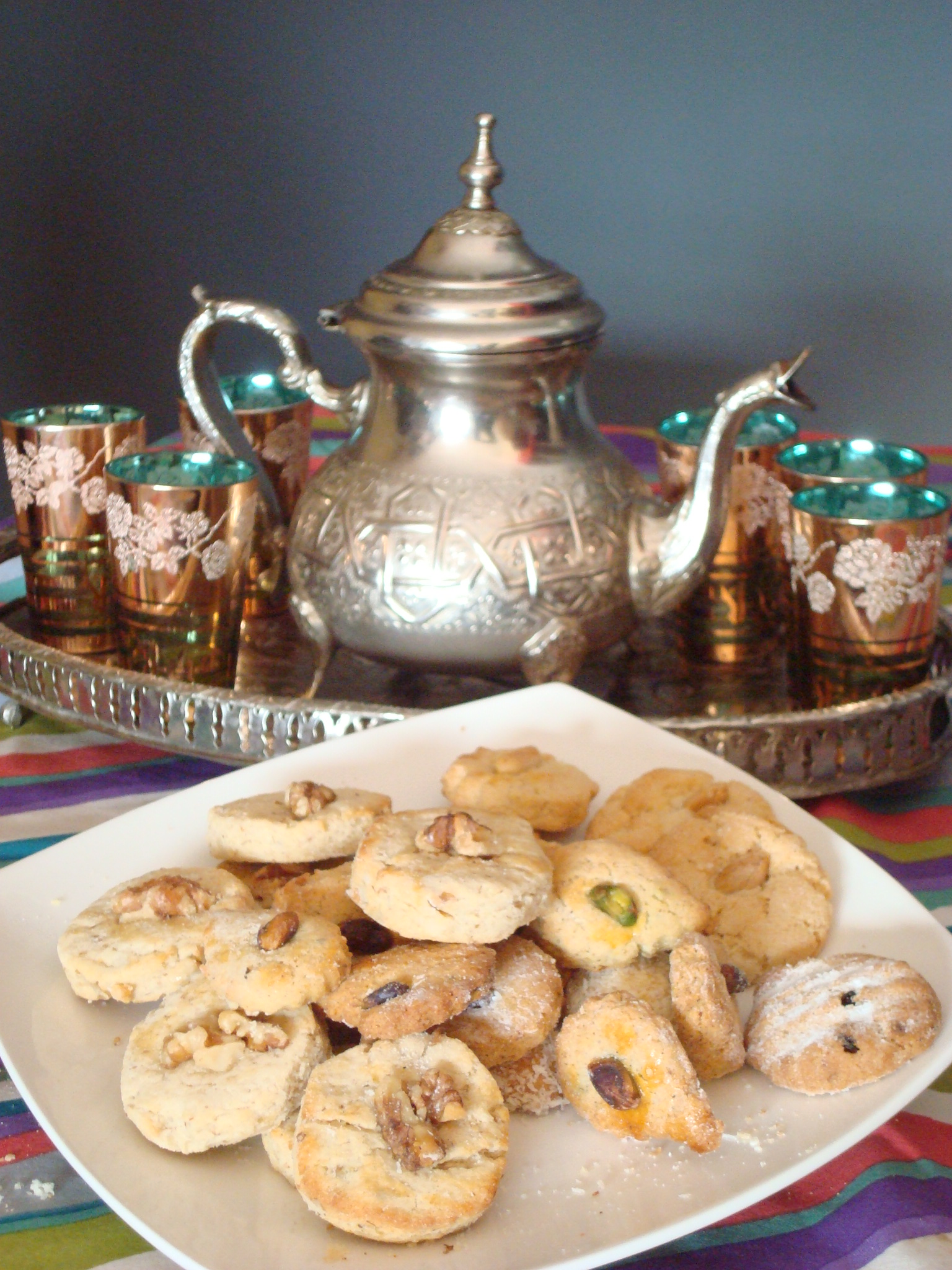
Чай со сладостями
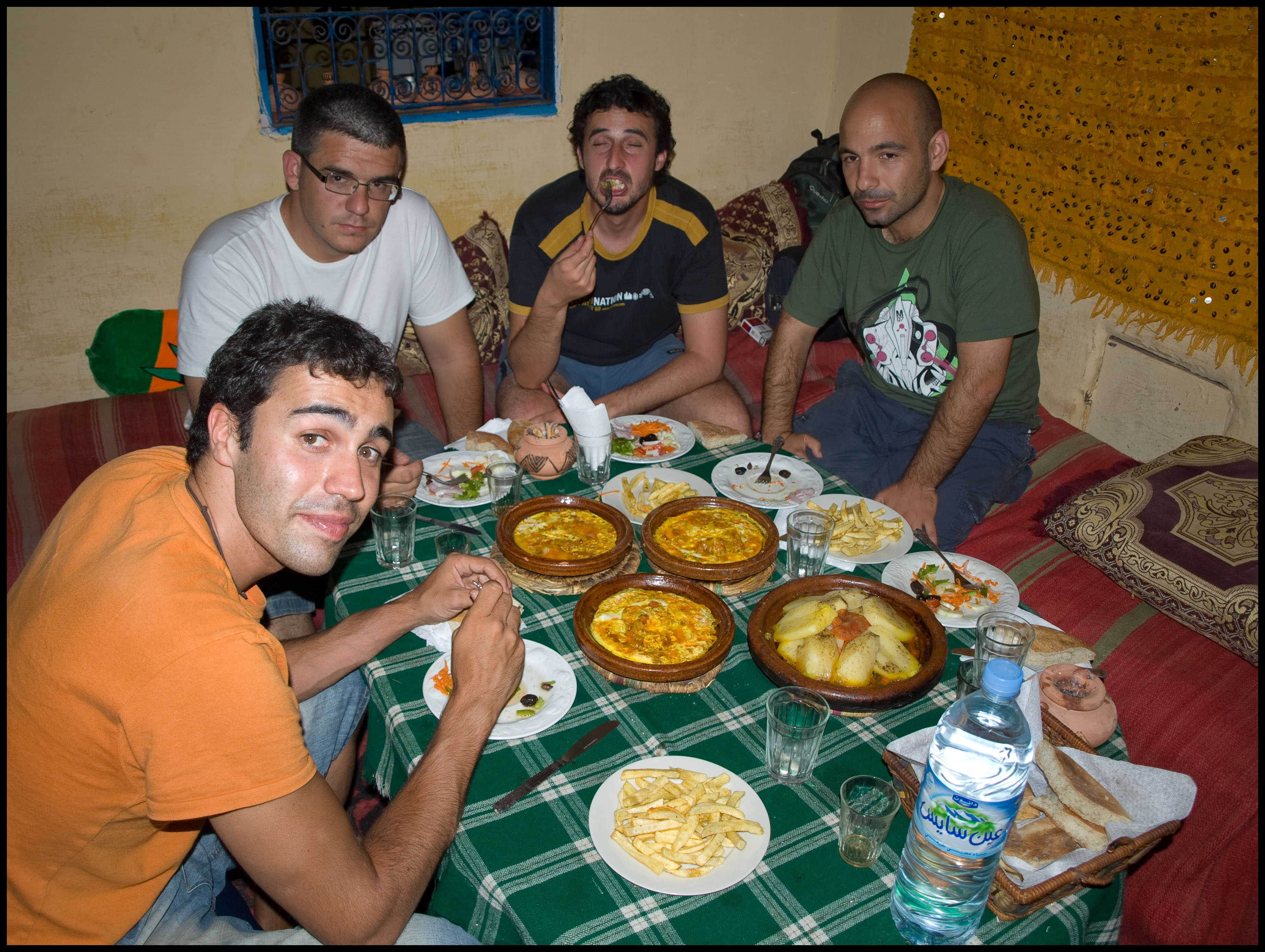
Мужчины, сидящие на подушках за марокканским столом

Марокканский фаст-фуд — жареная рыба и шашлык.

### Праздничный стол
Праздничная трапеза, «диффа», состоит из 6—20 блюд: первым подают большой пирог из слоёного теста пастилла диаметром до полуметра, затем варёные на пару бараньи лопатки и/или рёбра «шуа», либо бараний шашлык «мешви», тажины с рыбой, птицей и бараниной, завершает подачу на стол кускус. 
Для праздничных застолий в марокканской кухне существует множество особых блюд: бараний тажин со сливами и изюмом «мрузия», ягнёнок с миндалём (tfaya) и так далее.
99 % населения страны — мусульмане-сунниты, они соблюдают пост в Рамадан. Первая трапеза после захода солнца — ифтар — включает финики и хариру, чечевичный суп. На Ид аль-Фитр и Ид аль-Кебир подают кускус; причём на Ид-аль Кебир его часто сопровождает овечья голова, морковь и садовые бобы. Кускус подают на все праздники, и даже после похорон семье покойного передают кускус для раздачи беднякам.

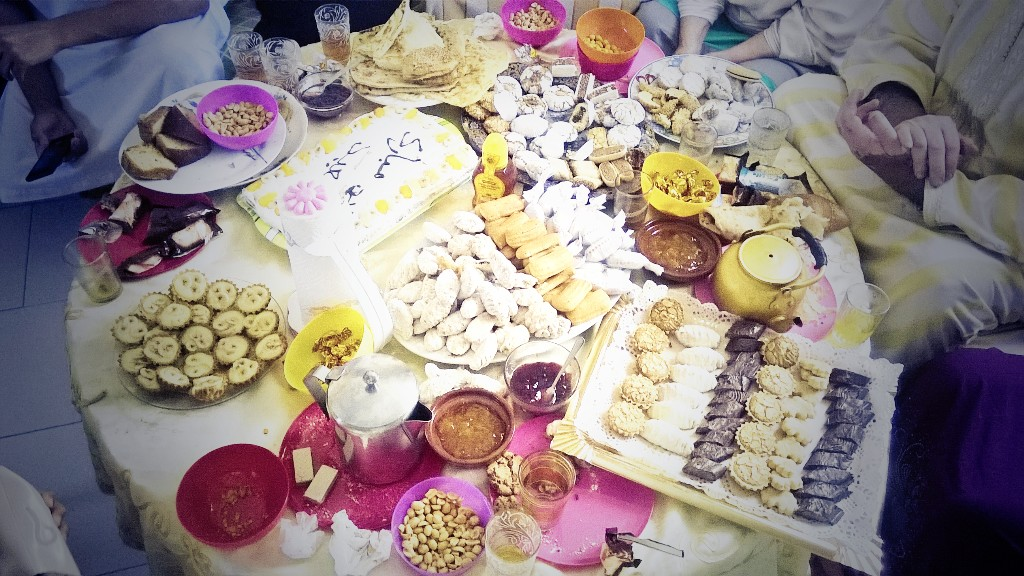
Накрытый стол для празднования Ид аль-Фитра
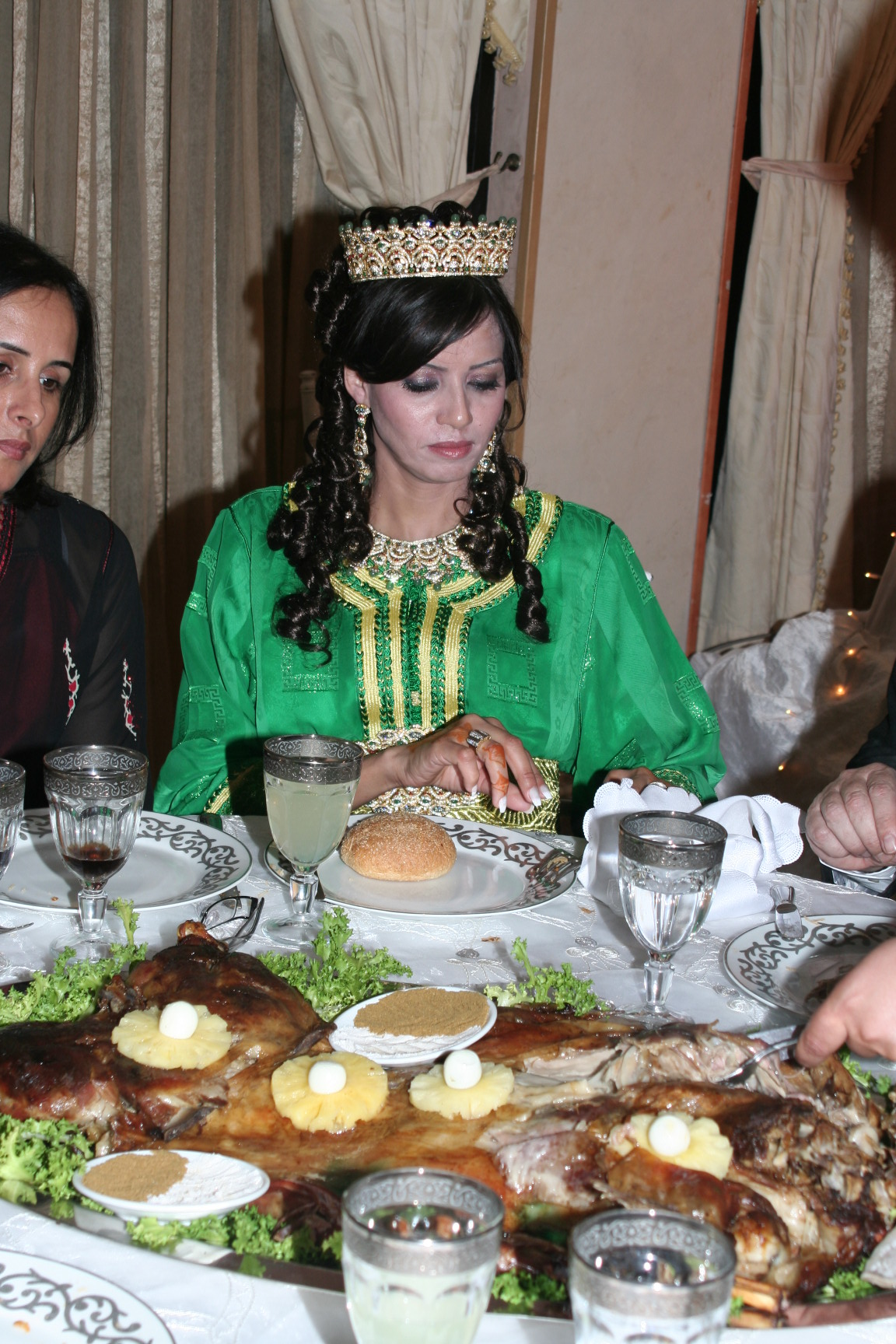
Мешви на марокканской свадьбе
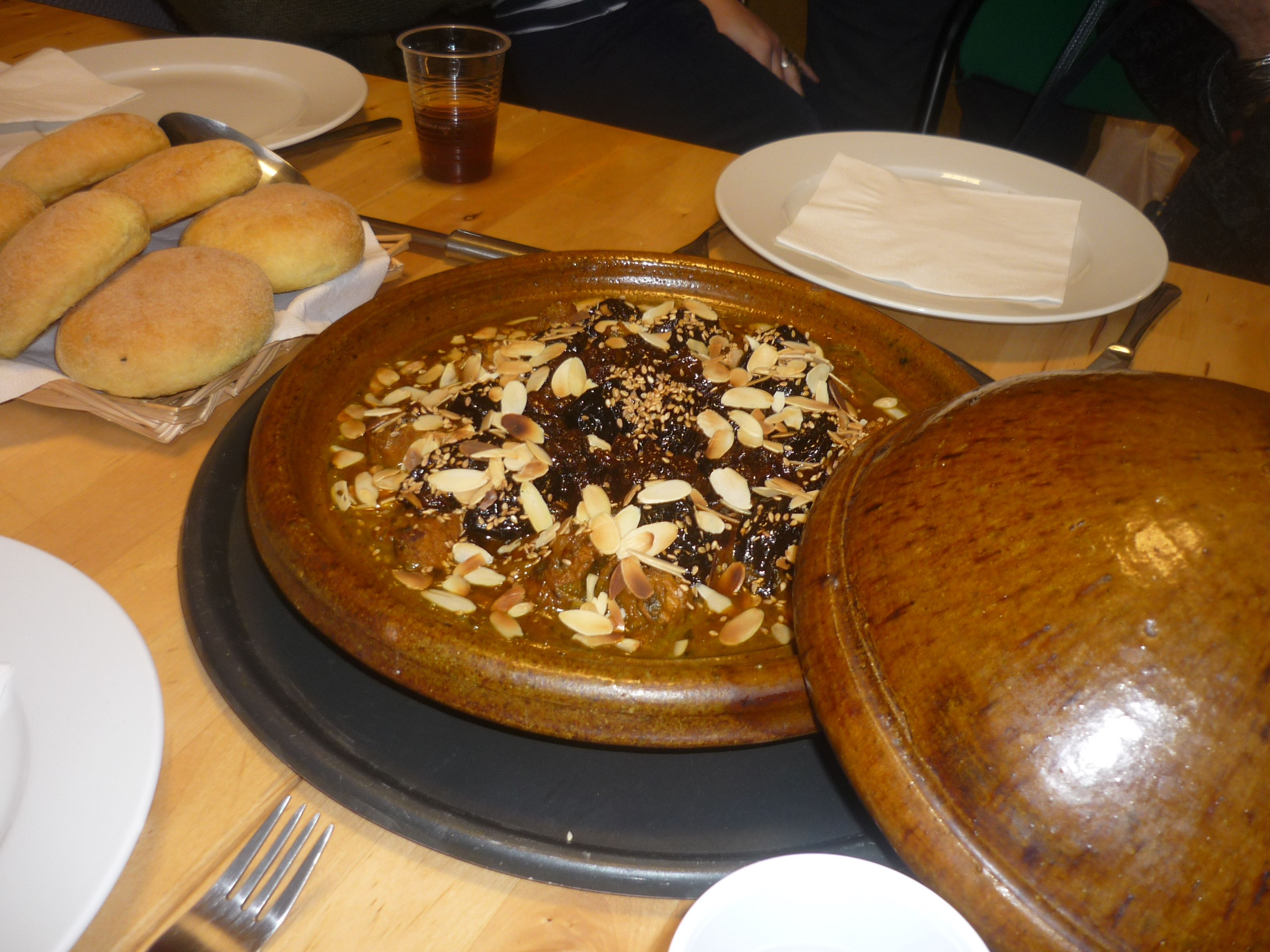
Мрузия